# Manuela (Jacques Herb)
Manuela is een single van de Nederlandse zanger Jacques Herb uit 1971. Het stond in 1972 als eerste track op het titelloze debuutalbum van de zanger.

## Achtergrond
Manuela is geschreven door Pierre Kartner, Harry Topel, George Moslem en Tom Bos en geproduceerd door Kartner. Het levenslied is een Nederlandstalige bewerking van het gelijknamige Duitstalige lied van Gunnar Welz uit 1970. Het is een soapopera die gaat over twee geliefden, de liedverteller en Manuela, die een auto-ongeluk hebben gehad en waarbij Manuela zwaargewond is geraakt. In het lied wordt verteld dat de dokters haar proberen te redden, maar er wordt niet verteld of Manuela het uiteindelijk overleeft of overlijdt. In de oorspronkelijke Duits versie ging Manuela wel dood, maar de NCRV vond dit niet gepast. Hierop paste Kartner de tekst aan, zodat dit niet duidelijk werd gemaakt.

## Samenwerking met Kartner
De samenwerking tussen Kartner, Herb en de Riwi's, een koortje bestaat uit de zussen Rian en Wilma van Aard, kwam tot stand via platenlabel Elf Provinciën. Nadat Herb een door de AVRO uitgezonden talentjacht won in 1970 met De toreador, stelde Kartner voor om samen een plaat op te nemen. Kartner vertelde dat hij een lied had geschreven over een auto-ongeluk, zonder erbij te vermelden dat het een cover was. Bij de eerste opname van het lied zong Herb het lied met zo veel passie dat hij er emotioneel van werd en er een snik door de opname heen te horen was. Hoewel Herb dacht dat hij hierdoor de opname verpest had, vond Kartner het juist mooi en hield hij deze snik in de uiteindelijke opname.

## Successen
Toen het lied werd uitgebracht was het in Nederland een erg groot succes. Het verkocht meer dan 250.000 (later door Herb ingeschat op richting miljoen) keer en was platina. Behalve commercieel succes won Herb er ook een wedstrijd mee. Bij een Songfestival in Polen won Herb de eerste prijs met Manuela.
Het lied bleek later de grootste hit van de carrière van Herb te zijn. Hoewel hij ambities had om bijvoorbeeld musicalzanger te worden, werd hij beperkt door het imago als zanger van Manuela. Ondanks de negatieve gevolgen heeft Herb het lied wel omarmd. In 2021 vierde de zanger de "verjaardag" (50 jaar) van het lied door een groot concert te geven met de titel Manuela Party.

## Informatie over de single
De B-kant van de single is Ik wil nog even met je praten, geschreven door Kartner en Corbijn en als derde track op het debuutalbum te vinden. In 1980 bracht Herb de single opnieuw uit, nu onder platenlabel Dureco. Deze single had Een man mag niet huilen, een andere hit van Herb, als B-kant. De heruitgave was geen groot succes. In 1996 kwam de zanger met een vervolg soapopera met de titel Manuela 2, waarin de liedverteller Manuela in het ziekenhuis tegenkomt, haar ten huwelijk vraagt en haar trouwt. Dit vervolg werd geen hit.

## Hitnoteringen
Het lied was in zowel Nederland als België hoog in de hitlijsten te vinden. In de twee grootste hitlijsten van Nederland op dat moment kwam het tot bovenaan de hitlijst. Het stond twee weken op één in de Daverende Dertig en drie weken in de Top 40. Het stond in totaal zestien weken in de Daverende Dertig en 23 weken in de Top 40. Ook in de Vlaamse Ultratop 50 piekte het hoog; het kwam tot de derde plaats. Het stond in totaal negentien weken in deze lijst. Daarnaast stond het in 1971 in het Top 100-jaaroverzicht van Stichting Nederlandse Top 40 bovenaan.

### Nederlandse Top 40
| Hitnotering: 26-06-1971 t/m 27-11-1971 | Hitnotering: 26-06-1971 t/m 27-11-1971 | Hitnotering: 26-06-1971 t/m 27-11-1971 | Hitnotering: 26-06-1971 t/m 27-11-1971 | Hitnotering: 26-06-1971 t/m 27-11-1971 | Hitnotering: 26-06-1971 t/m 27-11-1971 | Hitnotering: 26-06-1971 t/m 27-11-1971 | Hitnotering: 26-06-1971 t/m 27-11-1971 | Hitnotering: 26-06-1971 t/m 27-11-1971 | Hitnotering: 26-06-1971 t/m 27-11-1971 | Hitnotering: 26-06-1971 t/m 27-11-1971 | Hitnotering: 26-06-1971 t/m 27-11-1971 | Hitnotering: 26-06-1971 t/m 27-11-1971 | Hitnotering: 26-06-1971 t/m 27-11-1971 | Hitnotering: 26-06-1971 t/m 27-11-1971 | Hitnotering: 26-06-1971 t/m 27-11-1971 | Hitnotering: 26-06-1971 t/m 27-11-1971 | Hitnotering: 26-06-1971 t/m 27-11-1971 | Hitnotering: 26-06-1971 t/m 27-11-1971 | Hitnotering: 26-06-1971 t/m 27-11-1971 | Hitnotering: 26-06-1971 t/m 27-11-1971 | Hitnotering: 26-06-1971 t/m 27-11-1971 | Hitnotering: 26-06-1971 t/m 27-11-1971 | Hitnotering: 26-06-1971 t/m 27-11-1971 | Hitnotering: 26-06-1971 t/m 27-11-1971 |
| Week                                   | 1                                      | 2                                      | 3                                      | 4                                      | 5                                      | 6                                      | 7                                      | 8                                      | 9                                      | 10                                     | 11                                     | 12                                     | 13                                     | 14                                     | 15                                     | 16                                     | 17                                     | 18                                     | 19                                     | 20                                     | 21                                     | 22                                     | 23                                     |                                        |
| -------------------------------------- | -------------------------------------- | -------------------------------------- | -------------------------------------- | -------------------------------------- | -------------------------------------- | -------------------------------------- | -------------------------------------- | -------------------------------------- | -------------------------------------- | -------------------------------------- | -------------------------------------- | -------------------------------------- | -------------------------------------- | -------------------------------------- | -------------------------------------- | -------------------------------------- | -------------------------------------- | -------------------------------------- | -------------------------------------- | -------------------------------------- | -------------------------------------- | -------------------------------------- | -------------------------------------- | -------------------------------------- |
| Nummer                                 | 33                                     | 13                                     | 6                                      | 2                                      | 1                                      | 1                                      | 1                                      | 2                                      | 2                                      | 2                                      | 2                                      | 5                                      | 7                                      | 11                                     | 17                                     | 27                                     | 40                                     | 32                                     | 25                                     | 20                                     | 14                                     | 17                                     | 25                                     | uit                                    |

### Daverende Dertig
| Hitnotering week 1 t/m 15: 03-07-1971 t/m 09-10-1971 Hitnotering week 16: 20-11-1971 | Hitnotering week 1 t/m 15: 03-07-1971 t/m 09-10-1971 Hitnotering week 16: 20-11-1971 | Hitnotering week 1 t/m 15: 03-07-1971 t/m 09-10-1971 Hitnotering week 16: 20-11-1971 | Hitnotering week 1 t/m 15: 03-07-1971 t/m 09-10-1971 Hitnotering week 16: 20-11-1971 | Hitnotering week 1 t/m 15: 03-07-1971 t/m 09-10-1971 Hitnotering week 16: 20-11-1971 | Hitnotering week 1 t/m 15: 03-07-1971 t/m 09-10-1971 Hitnotering week 16: 20-11-1971 | Hitnotering week 1 t/m 15: 03-07-1971 t/m 09-10-1971 Hitnotering week 16: 20-11-1971 | Hitnotering week 1 t/m 15: 03-07-1971 t/m 09-10-1971 Hitnotering week 16: 20-11-1971 | Hitnotering week 1 t/m 15: 03-07-1971 t/m 09-10-1971 Hitnotering week 16: 20-11-1971 | Hitnotering week 1 t/m 15: 03-07-1971 t/m 09-10-1971 Hitnotering week 16: 20-11-1971 | Hitnotering week 1 t/m 15: 03-07-1971 t/m 09-10-1971 Hitnotering week 16: 20-11-1971 | Hitnotering week 1 t/m 15: 03-07-1971 t/m 09-10-1971 Hitnotering week 16: 20-11-1971 | Hitnotering week 1 t/m 15: 03-07-1971 t/m 09-10-1971 Hitnotering week 16: 20-11-1971 | Hitnotering week 1 t/m 15: 03-07-1971 t/m 09-10-1971 Hitnotering week 16: 20-11-1971 | Hitnotering week 1 t/m 15: 03-07-1971 t/m 09-10-1971 Hitnotering week 16: 20-11-1971 | Hitnotering week 1 t/m 15: 03-07-1971 t/m 09-10-1971 Hitnotering week 16: 20-11-1971 | Hitnotering week 1 t/m 15: 03-07-1971 t/m 09-10-1971 Hitnotering week 16: 20-11-1971 | Hitnotering week 1 t/m 15: 03-07-1971 t/m 09-10-1971 Hitnotering week 16: 20-11-1971 | Hitnotering week 1 t/m 15: 03-07-1971 t/m 09-10-1971 Hitnotering week 16: 20-11-1971 |
| Week                                                                                 | 1                                                                                    | 2                                                                                    | 3                                                                                    | 4                                                                                    | 5                                                                                    | 6                                                                                    | 7                                                                                    | 8                                                                                    | 9                                                                                    | 10                                                                                   | 11                                                                                   | 12                                                                                   | 13                                                                                   | 14                                                                                   | 15                                                                                   |                                                                                      | 16                                                                                   |                                                                                      |
| ------------------------------------------------------------------------------------ | ------------------------------------------------------------------------------------ | ------------------------------------------------------------------------------------ | ------------------------------------------------------------------------------------ | ------------------------------------------------------------------------------------ | ------------------------------------------------------------------------------------ | ------------------------------------------------------------------------------------ | ------------------------------------------------------------------------------------ | ------------------------------------------------------------------------------------ | ------------------------------------------------------------------------------------ | ------------------------------------------------------------------------------------ | ------------------------------------------------------------------------------------ | ------------------------------------------------------------------------------------ | ------------------------------------------------------------------------------------ | ------------------------------------------------------------------------------------ | ------------------------------------------------------------------------------------ | ------------------------------------------------------------------------------------ | ------------------------------------------------------------------------------------ | ------------------------------------------------------------------------------------ |
| Nummer                                                                               | 16                                                                                   | 8                                                                                    | 5                                                                                    | 2                                                                                    | 1                                                                                    | 1                                                                                    | 2                                                                                    | 2                                                                                    | 3                                                                                    | 4                                                                                    | 6                                                                                    | 11                                                                                   | 13                                                                                   | 18                                                                                   | 24                                                                                   | uit                                                                                  | 26                                                                                   | uit                                                                                  |

### NPO Radio 2 Top 2000
| Nummer met noteringen in de NPO Radio 2 Top 2000 | '99  | '00  | '01  | '02  | '03  | '04  | '05 | '06  | '07  | '08  |
| ------------------------------------------------ | ---- | ---- | ---- | ---- | ---- | ---- | --- | ---- | ---- | ---- |
| Manuela                                          | 1295 | 1275 | 1575 | 1879 | 1219 | 1201 | 638 | 1001 | 1300 | 1066 |

1. ↑  Een vetgedrukt getal geeft de hoogste notering aan.
2. ↑  Deze tabel is bijgewerkt tot en met de laatste editie (2024).

## Trivia
In 1971 werden er 327 kinderen met de naam Manuela geboren, waar er het jaar daarvoor 143 kinderen met die naam geboren werden. Deze stijging in populariteit werd toegeschreven aan het lied.